# Frisch-Medaille
Die Frisch-Medaille (englisch: Frisch Medal) ist ein Wissenschaftspreis in Wirtschaftswissenschaften. Die Auszeichnung ist dem norwegischen Wirtschaftswissenschaftler Ragnar Frisch gewidmet, der als Mitbegründer der Econometric Society als einer der Väter der Ökonometrie gilt. Mit dem von der Econometric Society zweijährlich vergebenen Preis werden außergewöhnliche Beiträge zur Ökonometrie ausgezeichnet, die in den fünf der Auszeichnung vorangegangenen Jahren im Publikationsorgan der Gesellschaft Econometrica erschienen sind. Der Preis wurde 1978, ein Jahr nach dem Ableben Frischs, erstmals vergeben.
Die Deutsche Zoologische Gesellschaft vergibt noch eine Karl-Ritter-von-Frisch-Medaille.

## Preisträger
- 1978: Angus Deaton
- 1980: Jerry Hausman und David Wise
- 1982: Orley Ashenfelter
- 1984: Lars Peter Hansen und Kenneth Singleton
- 1986: Jeffrey A. Dubin und Daniel McFadden
- 1988: Ariel Pakes
- 1990: David M. G. Newbery
- 1992: John Rust
- 1994: Larry G. Epstein und Stan Zin
- 1996: Steven T. Berry
- 1998: Robert M. Townsend
- 2000: Richard W. Blundell, Alan S. Duncan und Costas Meghir
- 2002: Ricardo J. Caballero und Eduardo M.R.A. Engel
- 2004: Jonathan Eaton und Samuel Kortum
- 2006: Fabien Postel-Vinay und Jean-Marc Robin
- 2008: David Card und Dean Hyslop
- 2010: Nicholas Bloom
- 2012: Joseph P. Kaboski und Robert M. Townsend
- 2014: Flavio Cunha, James J. Heckman und Susanne M. Schennach
- 2016: Benjamin Handel, Igal Hendel und Michael Whinston
- 2018: Gabriel Ahlfeldt, Stephen Redding, Daniel Sturm und Nikolaus Wolf
- 2020: Kate Ho, Robin Lee
- 2022: Giulia Brancaccio, Myrto Kalouptsidi, Theodore Papageorgiou
- 2024: Dennis Egger, Johannes Haushofer, Edward Miguel, Paul Niehaus, Michael Walker